# Linia kolejowa Amsterdam – Rotterdam
Linia kolejowa Amsterdam-Rotterdam – najstarsza linia kolejowa Hollandsche IJzeren Spoorweg-Maatschappij (HIJSM) biegnąca trasą Amsterdam - Haarlem - Lejda - Haga - Delft - Schiedam - Rotterdam. Linia ma długość 85,3 km.